# Gem County
Gem County ist ein County im Bundesstaat Idaho (Vereinigte Staaten). Der Verwaltungssitz (County Seat) liegt in Emmett.

## Geographie
Das County liegt im Westen von Idaho, gut 30 Kilometer östlich der Grenze zu Oregon und hat eine Fläche von 1465 Quadratkilometern, wovon acht Quadratkilometer Wasserfläche sind. Es grenzt im Uhrzeigersinn an folgende Countys: Adams County, Valley County, Boise County, Ada County, Canyon County, Payette County und Washington County. Im Süden ragt das County in die Ebene der Snake River Plain.

## Geschichte
Gem County wurde am 19. März 1915 aus Teilen des Boise County und des Canyon County gebildet.
10 Bauwerke und Stätten des Countys sind im National Register of Historic Places eingetragen.

## Demografische Daten
Nach der Volkszählung im Jahr 2000 lebten im Gem County 15.181 Menschen. Davon wohnten 199 Personen in Sammelunterkünften, die anderen Einwohner lebten in 5.539 Haushalten und 4.176 Familien. Die Bevölkerungsdichte betrug 10 Personen pro Quadratkilometer. Ethnisch betrachtet setzte sich die Bevölkerung zusammen aus 93,79 Prozent Weißen, 0,73 Prozent amerikanischen Ureinwohnern, 0,36 Prozent Asiaten, 0,07 Prozent Afroamerikanern, 0,06 Prozent Bewohnern aus dem pazifischen Inselraum und 3,16 Prozent aus anderen ethnischen Gruppen; 1,83 Prozent stammen von zwei oder mehr Ethnien ab. 6,92 Prozent der Bevölkerung waren spanischer oder lateinamerikanischer Abstammung.
Von den 5.539 Haushalten hatten 34,0 Prozent Kinder unter 18 Jahren, die bei ihnen lebten. 63,4 Prozent davon waren verheiratete, zusammenlebende Paare. 8,4 Prozent waren allein erziehende Mütter und 24,6 Prozent waren keine Familien. 20,8 Prozent waren Singlehaushalte und in 9,9 Prozent lebten Menschen mit 65 Jahren oder älter. Die Durchschnittshaushaltsgröße betrug 2,70 und die durchschnittliche Familiengröße war 3,12 Personen.
28,0 Prozent der Bevölkerung waren unter 18 Jahre alt, 7,6 Prozent zwischen 18 und 24 Jahre, 25,3 Prozent zwischen 25 und 44 Jahre, 23,5 Prozent zwischen 45 und 64 Jahre. 15,6 Prozent waren 65 Jahre oder älter. Das Durchschnittsalter betrug 38 Jahre. Auf 100 weibliche Personen kamen 98,7 männliche Personen. Auf 100 Frauen im Alter ab 18 Jahren kamen 96,7 Männer.
Das jährliche Durchschnittseinkommen der Haushalte betrug 34.460 USD, das Durchschnittseinkommen der Familien 40.195 USD. Männer hatten ein Durchschnittseinkommen von 31.036 USD, Frauen 20.755 USD. Das Prokopfeinkommen betrug 15.340 USD. 11,6 Prozent der Familien und 13,1 Prozent der Einwohner lebten unterhalb der Armutsgrenze.

## Orte im County
- Black Canyon
- Bramwell
- Del Monte
- Emmett
- Gross
- Jenness
- Letha
- Little Rock
- Montour
- Ola
- Pearl
- Plaza
- Sweet